# Auguste Formes
Auguste Formes (* 30. November 1831 in Mainz als Johanna Antonie Auguste Arens; † 14. April 1888 in Dresden) war eine königlich preußische Hofschauspielerin und Soubrette.

## Leben
Die als Johanna Antonie Auguste Arens geborene Schauspielerin hatte ihr Debüt 1847 am Hamburger Thalia-Theater und in der Folge Stationen in Danzig, Leipzig und Königsberg. Ab 1852 war sie in Berlin am Königlichen Schauspielhaus engagiert und feierte insbesondere Erfolge in der Rolle der sentimentalen und tragischen Liebhaberin.
1854 heiratete sie den Startenor der Berliner Hofoper Theodor Formes, Mitglied der bekannten Sänger und Schauspielerfamilie Formes. Im Oktober 1862 beendete sie ihre Karriere. 1866 ehelichte sie den aus deutsch-baltischer Familie stammenden kaiserlich-russischen Oberst Wilhelm von Weymarn.

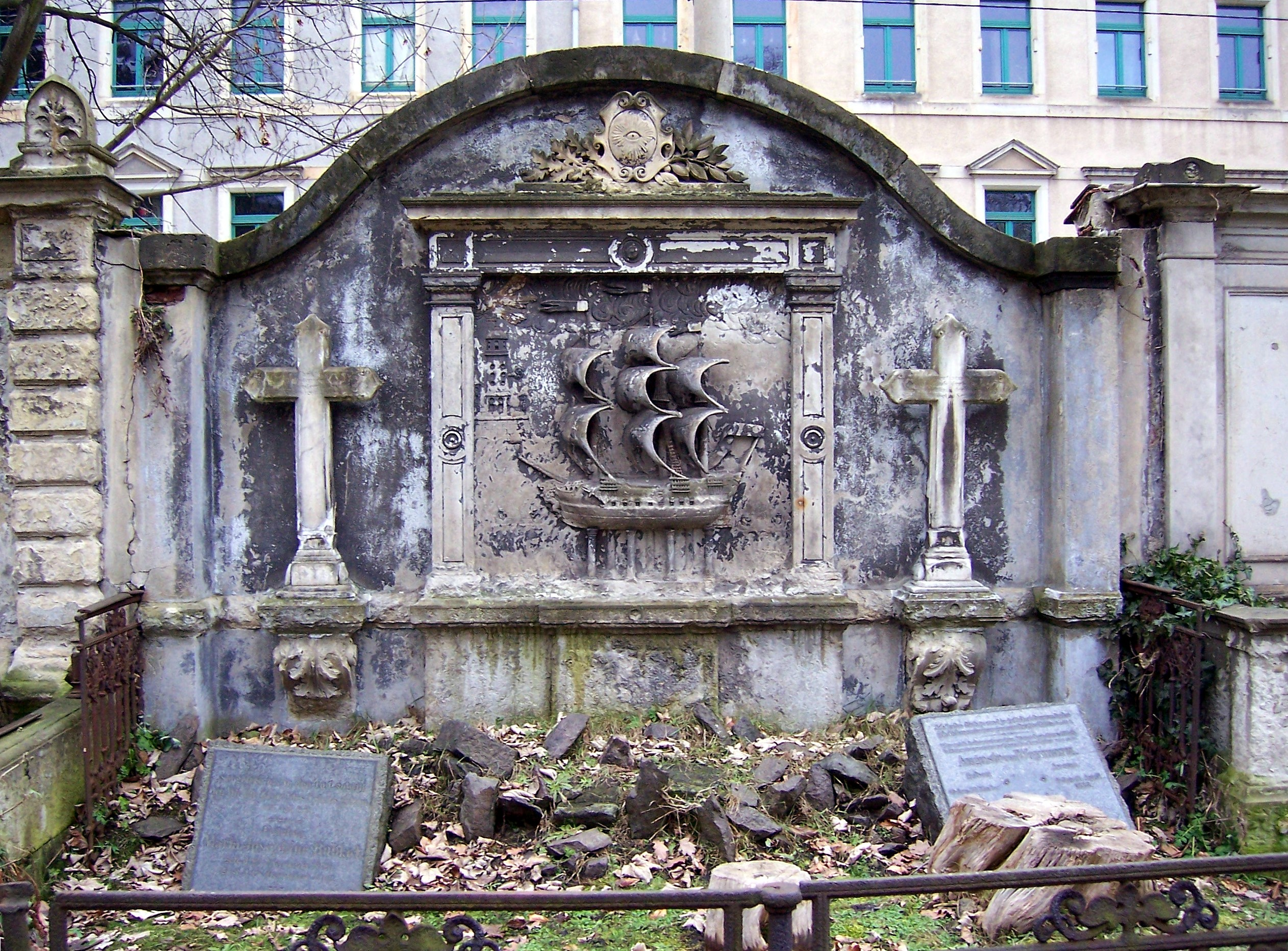
Familienbegräbnis derer von Armstrong, auf dem Auguste Formes bestattet liegt

Bestattet wurde Auguste von Weymarn auf dem Inneren Neustädter Friedhof in Dresden im Familienbegräbnis von Verwandten ihres Gatten, der Familie von Armstrong.